# Georg Heinrich von der Groeben
Georg Heinrich von der Groeben (* 4. Februar 1630 in Bäslack, Herzogtum Preußen; † 6. Februar 1697 in Marienwerder) war ein kurbrandenburgischer General.

## Leben
Groebens Eltern waren Friedrich von der Groeben (* 24. August 1587; † 13. Mai 1647), Herr auf Seemen, Bäslack, Karschau, Rehstall, Jesau und Winteldorf, Kapitän der kurbrandenburgischen Armee, und Katharina, geborene von Zscheplitz (* 26. März 1595; † 14. November 1665).
Groeben wurde 1656 brandenburgischer Oberstleutnant beim Regiment Wittgenstein und 26. März 1659 Oberst. 1656 bis 1660 nahm er am Feldzug gegen Polen teil und zeichnete sich in der Schlacht bei Warschau aus. 1690 wurde er zum Generalmajor befördert. Als Nachfolger seines Vaters wurde er Herr auf Bäslack etc. Auch wurde er Amtshauptmann von Marienwerder und Riesenburg.

## Familie
Er war mit Barbara Dorothea von Gattenhofen (* 15. April 1635; † 16. Oktober 1694) verheiratet. Das Paar hatte folgende Kinder:
- Abraham († 16. Juli 1683) Gefallen vor Wien
- Otto Friedrich (* 6. April 1656; † 30. Januar 1728)

⚭ Gräfin Anna Barbara von Schlieben (* 1672; † 30. Juli 1703)
⚭ Helene Maria von Truchsess von Waldburg (* 30. Dezember 1681; † 8. Juli 1710) Tochter von Joachim Heinrich Truchsess von Waldburg
- Heinrich Wilhelm (* 11. August 1657; † 30. August 1729)

⚭ Helene Euphrosyne von Hohendorff († 1. September 1698)
⚭ Maria Charlotte Luise von Wallenrodt († 5. Mai 1737)
- Christian Ludwig (* 13. September 1658; † 30. August 1739) ⚭ Marie Luise von Heydeck (* 21. Oktober 1667; † 23. Januar 1712)
- Albrecht Sigismund (* 1660; † 1715)

⚭ Gräfin Marie Eleonore zu Eulenburg
⚭ Maria Gottliebe von Canitz († 1712)
- Wolf Sebastian (* 31. August 1661; † 7. Dezember 1717)

⚭ Juliane Charlotte Küchenmeister von Sternberg (* 12. Februar 1667; † 23. Januar 1693)
⚭ Gräfin Anna Beata zu Eulenburg (* 5. September 1674; † 27. Dezember 1724)
- Katharina Barbara (* 9. Mai 1665; † 5. September 1701)

⚭ Johann Kasimir Köhn von Jaski († 1684)
⚭ Graf Johann Friedrich von der Groeben (* 1670; † 20. März 1696) (Eltern von Wilhelm Ludwig von der Groeben)
⚭ Graf Georg Dietrich von der Groeben († 26. September 1739)
- Maria Elisabeth (* 18. August 1675; † 8. Juli 1744) ⚭ Oberstleutnant Johann Heinrich von Frese (* 1651; † 1704)
- Carl Casimir (* 9. Januar 1667; † 12. März 1680)
- Friedrich († 1703) ⚭ Gräfin Adelgunde von Schlieben
- Christine Philippine (* 14. August 1680; † 20. März 1718)

⚭ Johann Georg von Proeck († 1710)
⚭ Friedrich Wilhelm von der Goltz († 25. August 1710)